# تشيما
تشيما (بالإسبانية: José María Giménez Pérez)‏ (مواليد 25 أبريل 1980 في أورايهويلا - إسبانيا) لاعب كرة قدم إسباني يلعب حاليا لصالح نادي الدرجة الأولى خيريث الإسباني منذ 2006 في مركز حارس مرمى .

## روابط خارجية
- تشيما على موقع قاعدة بيانات كرة القدم.إي يو (الإنجليزية)
- تشيما على موقع Soccerway.com (الإنجليزية)
- تشيما على موقع AS.com (الإسبانية)